# Усть-Чая
Усть-Ча́я — деревня в Колпашевском районе Томской области. Входит в состав Новогоренского сельского поселения.

## История
Исторический населённый пункт южных селькупов (предположительно, группы сюссыкум и шёшкуп) — юрты Усть-Чая (Усть-Чаинские). В 1859 г.: 4 двора — 28 человек.
В 1926 году состояла из 14 хозяйств, основное население — русские. Центр Петропавловского сельсовета Колпашевского района Томского округа Сибирского края.

## Население
| 1920 | 1926 | 2002 | 2010 | 2012 | 2013 | 2014 |
| ---- | ---- | ---- | ---- | ---- | ---- | ---- |
| 35   | ↗84  | ↗168 | ↘103 | ↘95  | ↗96  | →96  |
| 2015 | 2021 |      |      |      |      |      |
| ↘91  | ↘28  |      |      |      |      |      |